# فرودگاه مان
فرودگاه‌مان (به انگلیسی: Maun Airport) یک فرودگاه همگانی با کد یاتا MUB است که یک باند فرود آسفالت و بتن دارد و طول باند آن ۲۰۰۰ متر است. این فرودگاه در کشور بوتسوانا قرار دارد و در ارتفاع ۹۴۳ متری از سطح دریا واقع شده‌است.